# Печоли
Печоли (итал. Peccioli) је насеље у Италији у округу Пиза, региону Тоскана.
Према процени из 2011. у насељу је живело 2715 становника. Насеље се налази на надморској висини од 90 м.

## Становништво
Према резултатима пописа становништва 2011. у општини је живело 4.939 становника.
| 1931. | 1936. | 1951. | 1961. | 1971. | 1981. | 1991. | 2001. | 2011. |
| ----- | ----- | ----- | ----- | ----- | ----- | ----- | ----- | ----- |
| 8.619 | 8.781 | 8.371 | 7.267 | 5.774 | 5.337 | 4.989 | 4.833 | 4.939 |

## Партнерски градови
- Елхофен